# Berberis simonsii
Berberis simonsii är en berberisväxtart som beskrevs av Ahrendt. Berberis simonsii ingår i släktet berberisar, och familjen berberisväxter. Inga underarter finns listade i Catalogue of Life.